# Тамесис
Тамесис (исп. Támesis) — город и муниципалитет на западе Колумбии, на территории департамента Антьокия. Входит в состав субрегиона Юго-западная Антьокия.

## История
Поселение из которого позднее вырос город было основано 25 декабря 1858 года. Муниципалитет Тамесис был выделен в отдельную административную единицу в 1864 году.

## Географическое положение

Муниципалитет Тамесис

Город расположен в юго-западной части департамента, в гористой местности Западной Кордильеры, к югу от реки Каука, на расстоянии приблизительно 60 километров к юго-юго-западу (SSW) от Медельина, административного центра департамента. Абсолютная высота — 1523 метра над уровнем моря.

Муниципалитет Тамесис граничит на севере и северо-востоке с муниципалитетом Фредония, на востоке — с муниципалитетами Вальпараисо, Ла-Пинтада и Караманта, на юго-западе — с муниципалитетом Хардин, на западе и северо-западе — с муниципалитетом Херико, на юге — с территорией департамента Кальдас. Площадь муниципалитета составляет 264 км².

## Население
По данным Национального административного департамента статистики Колумбии, совокупная численность населения города и муниципалитета в 2012 году составляла 15 218 человек.
Динамика численности населения муниципалитета по годам:
| 2005   | 2006   | 2007   | 2008   | 2009   | 2010   | 2011   | 2012   |
| ------ | ------ | ------ | ------ | ------ | ------ | ------ | ------ |
| 16 387 | 16 196 | 16 039 | 15 877 | 15 714 | 15 553 | 15 387 | 15 218 |

Согласно данным переписи 2005 года мужчины составляли 49,7 % от населения Тамесиса, женщины — соответственно 50,3 %. В расовом отношении белые и метисы составляли 98,8 % от населения города; индейцы — 0,8 %; негры, мулаты и райсальцы — 0,4 %.
Уровень грамотности среди всего населения составлял 84,9 %.

## Экономика
Основу экономики Тамесиса составляют сельскохозяйственное производство и туризм. На территории муниципалитета выращивают кофе, какао, бананы и другие культуры.

63,2 % от общего числа городских и муниципальных предприятий составляют предприятия торговой сферы, 21,5 % — предприятия сферы обслуживания, 13,9 % — промышленные предприятия, 1,4 % — предприятия иных отраслей экономики.